# Космос-1470
Космос-1470 је један од преко 2400 совјетских вјештачких сателита лансираних у оквиру програма Космос.
Космос-1470 је лансиран са космодрома Плесецк, СССР, 23. јуна 1983. Ракета-носач Циклон-3 је поставила сателит у орбиту око планете Земље. 